# Distretto di Shatoja
Il distretto di Shatoja è uno dei cinque  distretti della provincia di El Dorado, in Perù. Si trova nella regione di San Martín e si estende su una superficie di 24,07 chilometri quadrati.

Istituito il 6 aprile 1962, ha per capitale la città di Shatoja; al censimento 2005 contava 2.573 abitanti.